# Nero d'Avola (wijn)
Nero d'Avola is een Italiaanse rode wijn die wordt gemaakt van de druivensoort Nero d'Avola die in een groot gedeelte van het eiland Sicilië is aangeplant. Strikt genomen is het geen aparte wijn met het kwaliteitslabel Denominazione di origine controllata (DOC), maar mag de benaming Nero d'Avola  worden vermeld op het etiket van grotendeels met Nero d’Avola geproduceerde DOC wijnen. Voor geheel Sicilië is er een DOC Sicilia Nero d'Avola en wijnen uit specifieker begrensde wijnbouwgebieden dragen DOC labels als Noto Nero d'Avola, Siracusa Nero d'Avola, Eloro Nero d'Avola, Sciacca Nero d'Avola, Vittoria Nero d'Avola en Salaparuta Nero d'Avola.

## Geschiedenis
De wijn wordt sinds het begin van de jaren zestig van de twintigste eeuw op grote schaal geproduceerd. Vanwege het alcoholgehalte dat kan oplopen tot wel 15% is Nero d'Avola lang beschouwd als een te versnijden wijn. Met nieuwe vinificatietechnieken zijn enkele wijnbedrijven op Sicilië een minder zware rode wijn gaan maken die beter aansluit bij de vraag van de markt. Nero d'Avola wordt veel geproduceerd in de gemeenten Avola, Noto en Pachino in het zuidoosten van Sicilië. Daar zijn diverse nieuwe bedrijven verschenen, die nieuwe wijngaarden hebben aangelegd.

## Eigenschappen
Wijn van de Nero d'Avola druif heeft een robijnrode kleur, die afhankelijk van de wijngaard, de ligging en de rijping meer of minder intens is. De smaak heeft hints van bessen, kersen en pruimen en een kruidige neus met tonen van balsamico.